# Network reconnaissance
Network reconnaissance, doorgaans kortweg reconnaissance genoemd, is een begrip uit de informatiebeveiliging. Het is een van de vroegste stadia van aanvallen op computers of netwerken, waarbij informatie wordt ingewonnen die later bij daadwerkelijke aanvallen gebruikt kan worden. Reconnaissance kan zowel voor legitieme doeleinden gebruikt worden, door bijvoorbeeld penetration testers, als voor illegale doeleinden, door computerkrakers.
Het begrip komt uit de militaire wereld. Bij reconnaissance wordt door legers informatie ingewonnen over vijandelijk gebied. Spionage wordt doorgaans niet tot reconnaissance gerekend, omdat dit door veiligheidsdiensten wordt uitgevoerd, maar het gebruik van deze termen is wat dit betreft niet altijd heel strikt en exact.
Veel vormen van network reconnaissance zijn totaal niet als zodanig detecteerbaar. Indien gebruikgemaakt wordt van google hacks, waarbij de zoekmachine google gebruikt wordt om informatie over computers of netwerken in te winnen, kan dit volkomen anoniem gedaan worden. Dit soort technieken, die niet detecteerbaar zijn en die geen verbinding leggen met de systemen die aangevallen worden, worden passief genoemd.
Indien bij reconnaissance social engineering wordt toegepast, wordt normaal gesproken contact opgenomen met medewerkers van het bedrijf waar de computers die men wil aanvallen zich bevinden. Social engineering wordt daarom vaak als actieve network reconnaissance beschouwd, hoewel vormen van passieve reconnaissance bij socal engineering ook mogelijk zijn. Dumpster diving, waarbij de afvalbakken van bedrijven worden doorzocht op informatie die gebruikt kan worden bij aanvallen, is ook een vorm van passieve reconnaissance. Als men draadloze netwerken afluistert om hier informatie over in te winnen, is ook dit passieve reconnaissance.
Actieve reconnaissance kan zowel handmatig als automatisch gedaan worden. Veel softwarepakketten die naar kwetsbaarheden in systemen zoeken, zoals CANVAS en Nessus, kunnen dit stadium van een aanval geautomatiseerd uitvoeren. Indien handmatig reconnaissance wordt gedaan, kan evengoed ook van computerprogramma's gebruikgemaakt worden, maar worden er meer handelingen door de gebruiker ervan uitgevoerd dan bij geautomatiseerde actieve reconnaissance. Een van de meest gebruikte programma's die bij handmatige reconnaissance gebruikt worden, is nmap.
Belangrijke bronnen voor network reconnaissance zijn de whois database, DNS, de google cache, websites die informatie verstrekken over bedrijven zoals de websites van de Kamer van Koophandel en Companies House, Netcraft en usenet. Ook een bar dicht bij een bedrijf waar wekelijks borrels gehouden worden kan bijvoorbeeld een plek zijn waar men door middel van reconnaissance informatie kan inwinnen over bedrijven waarvan men systemen wil aanvallen.